# عملية فلاشيتش
عملية فلاشيتش كانت هجوما عسكريا قام به جيش جمهورية البوسنة والهرسك خلال حرب البوسنة والهرسك والتي استولى خلالها على جبل فلاشيتش في وسط البوسنة والهرسك والتي كانت تحت سيطرة جيش جمهورية صرب البوسنة حتى ذلك الوقت. دارت المعركة في الفترة من 20 إلى 24 مارس 1995. وكان قائد قوات جيش جمهورية البوسنة والهرسك هو الجنرال محمد ألاغيتش. تم تحرير 100 كيلومتر مربع (39 ميل مربع) من الأراضي في هذا العمل.

## الخلفية
قبل بدء حرب البوسنة والهرسك كانت هضبة فلاشيتش تحت سيطرة جيش يوغوسلافيا الشعبي الذي تحول لاحقا إلى جيش جمهورية صرب البوسنة. في بداية الحرب تم الاستيلاء على بابانوفاك وغاليكا وغوستيلي وسميت وكومار بينما تم قطع اتصالات الطرق ترافنيك - دوني فاكوف وترافنيك - سكندر فاكوف. وقع أول هجوم مفتوح في 1 مايو 1992 على قمة باليينيك والتي دافعت عنها وزارة الداخلية في جمهورية البوسنة والهرسك لكن الدفاع فشل. بعد ذلك بدأت القوات البوسنية في تشكيل خطوط دفاع لمنع المزيد من الاختراق من قبل القوات الصربية. تم إدارة العمليات القتالية من قبل مقر الدفاع المحلي في ترافنيك. في سبتمبر 1992 تم تنفيذ أول عملية تحرير من كومار إلى فوتشييا غلافا عندما تم نقل خطوط الدفاع لمسافة 4 كيلومترات. في ذلك الوقت أصبح فلاشيتش المكان الذي يقوم جيش جمهورية صرب البوسنة من خلاله بترحيل المنفيين يوميا من الحدود البوسنية. في نوفمبر 1992 احتل جيش جمهورية صرب البوسنة كاراولا. في العام التالي بدأت الحرب البوسنية الكرواتية ولكن مع توقيع اتفاقية واشنطن توقفت وفي مارس 1994 أصبح نقل القوات الأكبر على طول خطوط جيش جمهورية صرب البوسنة أمرا ممكنا. في نهاية شهر مارس استولى جيش جمهورية البوسنة والهرسك على رادييفاتش وكفركوشا وروستوفي. لأغراض التحرير الأوسع تم تأسيس الفيلق السابع لجيش جمهورية البوسنة والهرسك ومقره في تراونيك. وقعت المعركة الأولى للفيلق السابع في 24 أبريل عندما شن جيش جمهورية صرب البوسنة هجوما على هضبة فلاشيتش واحتل ميوكرني وغلافيتشا. ومع ذلك في الهجوم المضاد استعادت قوات الفيلق السابع خسائرها. استمرت عمليات التحرير في مايو عندما تم الاستيلاء على بييلييك وتشرني فره وقرى فونييغ وبوبرجاني وشاهماني وبردو ودولاني وكورينيتشي وفي يوليو تم تحرير موقع سرنيتشا بردا.
في نهاية صيف 1994 بدأت الاستعدادات لتحرير فلاشيتش. تم جمع الموارد المادية لهذا الغرض وتم توظيف عدد كبير من الأشخاص. بالإضافة إلى توفير الموارد الأساسية تم بناء العديد من الكبائن الخشبية لـ 4000 مقاتل حيث كانت المستوطنات بعيدة والعمليات المخطط لها في شتاء عام 1995 كان من المفترض أن تحدث خلال درجات الحرارة المنخفضة. كما تم خياطة 3000 زي مموه أبيض في ترافنيك للتمويه على الجليد. تم التوقيع على وقف إطلاق النار لمدة أربعة أشهر مع جيش جمهورية صرب البوسنة في أواخر عام 1994 والذي كان لصالح حركة التحرير عندما استغلت قيادة الفيلق السابع ذلك الوقت لتنظيم الوحدات وتوفير تدريب إضافي. وعليه تم إطلاق خطة تدريبية تسمى «بورا 95» والتي تدربت على طرق جديدة ومحددة لأداء العمل.
فور تلقي التوجيهات الخاصة بسير عملية التحرير من قبل هيئة الأركان العامة لجيش جمهورية البوسنة والهرسك بدأت قيادة الفيلق السابع بالتحضير للعملية. بعد تفتيش وحدات الفيلق السابع في 7 فبراير 1995 في ترافنيك وتسليم أعلام الحرب كان الفيلق السابع جاهزا رسميا لبدء عملية التحرير.
ذكرت تقارير الحرب أن جيش جمهورية صرب البوسنة لم يحترم وقف إطلاق النار الموقع خاصة في منطقة مسؤولية الفيلق الخامس بالقرب من بيهاتش. أكد قائد الفيلق السابع الجنرال محمد ألاغيتش مرارا وتكرارا أن أي هجوم على الفيلق الخامس كان أيضا هجوما على الفيلق السابع. في أوائل عام 1995 لم يحترم صرب البوسنة والهرسك وقف إطلاق النار في منطقة مسؤولية الفيلق السابع أيضا. تعرضت ترافنيك ومحيطها الأوسع للقصف يوميا. في ذلك الوقت قام الفيلق السابع بتدريب وحداته مع التركيز على إعداد الوحدات المخطط لها لاستمرار الحرب كوحدات تحرير ولا سيما الفرسان السابع عشر والكتائب المجيدة 705 والكتائب المجيدة 727.
اكتملت خطة العملية لتحرير فلاشيتش التي تحمل الاسم الرمزي «النطاق 95» في فبراير. كانت خطة العملية هي مهاجمة جيش جمهورية صرب البوسنة على جبهة أوسع عمليا المنطقة الكاملة لمسؤولية الفيلق السابع على هضبة فلاشيتش وكسر طوق سميت - غوستيلي - فيتوفلي - كوريتش. كان من المقرر أن تبدأ العملية في 20 فبراير 1995 وشارك فيها 10 ألوية و 9 دبابات وناقلات و 25 مدفع هاوتزر ومدفع 191 و 24480 جنديا. كانت مدة العملية 5 أيام. من ناحية أخرى تألف دفاع فلاشيتش من 3 ألوية من جيش جمهورية صرب البوسنة بحوالي 5000 جندي و 9 دبابات و 15 مدفع هاوتزر ومدفع و 76 قذيفة هاون.
على الرغم من أن بدء العملية كان مقررا في 20 فبراير 1995 ولكن بسبب سوء الأحوال الجوية فقد تأخرت العملية إلى 24 فبراير. واتسم بدء العملية بتدخل القوات الخاصة من اللواء 712 و 737 عندما قام اللواءان بمجموعات قوامها حوالي 400 مقاتل طوال الليل على جرف طوله 12 مترا على هضبة غاليكا وفاجأوا العدو تماما في صباح 24 فبراير مما أسفر عن مقتل 62 فردا من جيش جمهورية صرب البوسنة.
ومع ذلك في الأيام الأولى فشل الهجوم الرئيسي بسبب سوء التنفيذ أثناء تثبيت دفاعات الجسر والتي استخدمها المعتدي لسحب معداته التي تسببت عملياتها في خسائر لواء 705 من جيش جمهورية البوسنة والهرسك. وبذلك فشلت خطة تحرير فلاشيتش في غضون خمسة أيام.
نظرا لفشل خطة تحرير فلاشيتش قامت قيادة الفيلق السابع باستعدادات إضافية لإجراء عملية جديدة تسمى «النطاق 1». في تلك المناسبة تم التنصت على أجهزة راديو جيش جمهورية صرب البوسنة مما جعل تنفيذ الإجراء أسهل بكثير. تم الاقتراب من تحليل الفشل في 24 فبراير وخلص إلى أن السبب الرئيسي لعدم وقوع الهجوم الرئيسي هو عدم القدرة على الإخلاء من الثلوج العميقة في حالة سقوط أي من الوحدات في كمين.

## المعارك

### عملية النطاق 95
اكتملت الخطة التشغيلية للاستيلاء على فلاشيتش التي تحمل الاسم الرمزي «النطاق 95» في فبراير 1995. وكانت خطة العملية هي مهاجمة جيش جمهورية صرب البوسنة على جبهة أوسع عمليا في كامل منطقة مسؤولية الفيلق السابع على هضبة فلاشيتش ولاختراق طوق سميت – غوستيلي – فيتوفلي – كوريتش. كان من المقرر أن تبدأ العملية في 20 فبراير 1995 وشملت 10 ألوية و 9 دبابات وناقلات و 25 مدفع هاوتزر ومدفع 191 و 24480 جنديا. كانت مدة العملية خمسة أيام. من ناحية أخرى تألف دفاع فلاشيتش من ثلاثة ألوية جيش جمهورية صرب البوسنة مع ما يقرب من 5000 جندي و 9 دبابات و 15 مدفع هاوتزر ومدافع و 76 قذيفة هاون.
على الرغم من أن بدء العملية كان مقررا في 20 فبراير 1995 بسبب سوء الأحوال الجوية فقد تم تأجيل العملية إلى 24 فبراير. تميزت بداية العملية بهجوم من قبل وحدات خاصة من اللواء 712 و 737 عندما قامت مجموعتان نزل ما يقرب من 400 مقاتل طوال الليل على جرف طوله 12 مترا على هضبة غاليكا وفاجأوا العدو تماما صباح 24 فبراير مما أسفر عن مقتل 62 فردا من جيش جمهورية صرب البوسنة.
ومع ذلك في الأيام الأولى فشل الهجوم الرئيسي بسبب سوء الأداء أثناء إنشاء دفاعات الجسر والتي استخدمها العدو لسحب معداته والتي تسببت عملياتها في خسائر لواء 705 من جيش جمهورية البوسنة والهرسك. وبذلك فشلت خطة استعادة فلاشيتش في غضون خمسة أيام.

### عملية النطاق 1
بسبب الاستيلاء الفاشل لفلاشيتش قامت قيادة الفيلق السابع باستعدادات إضافية لعملية جديدة تسمى «النطاق 1». في تلك المناسبة تم التجسس على محطات راديو جيش جمهورية صرب البوسنة مما جعل تنفيذ الهجوم أسهل بكثير. خلص تحليل الفشل في 24 فبراير إلى أن السبب الرئيسي لعدم وقوع الهجوم الرئيسي هو استحالة الإخلاء من الثلوج العميقة في حالة سقوط أي من الوحدات في كمين.
بدأ الهجوم على جبل فلاشيتش (عملية «النطاق 1») في الساعة 4:30 صباحا في 20 مارس 1995 بنيران مدفعية وقذائف هاون قصيرة ولكنها شرسة على المواقع التي كانت تحتلها لواء المشاة الثاني والعشرون في جيش جمهورية صرب البوسنة فرقة المشاة الثلاثين. انطلق جنود مختارون من لواء الحرس التابع لهيئة الأركان العامة ولواء فرسان كرايينا السابع عشر ولواء الجبل 727 في ساعات الصباح الباكر قبل الفجر للتغلب على البؤر الاستيطانية المفاجئة لجيش جمهورية صرب البوسنة. في اليوم التالي شاركت وحدة النخبة اللواء الإسلامي السابع في القتال مما أدى إلى تكثيف الهجوم.
حتى بعد أن نشر جيش جمهورية البوسنة والهرسك نبأ هجومه المفاجئ ظل اتجاه القتال في الجزء العلوي من فلاشيتش غير واضح لعدة أيام. في أنباء أخرى نفذ الفيلق السابع من جيش جمهورية البوسنة والهرسك هجوما ثانويا على جبال كومار غرب توربي وحول دوني فاكوف لتحويل احتياطيات فرقة المشاة الثلاثين / فيلق كرايينا الأول التابع للواء جيش جمهورية صرب البوسنة من الهدف الرئيسي لهجوم جيش جمهورية البوسنة والهرسك. خلف ضباب الحرب والعاصفة الشتوية أشار عدد متزايد من اللاجئين الصرب الفارين إلى أن جيش جمهورية البوسنة والهرسك كانت لها اليد العليا. بحلول 25 مارس أفاد مسؤولو مساعدات الأمم المتحدة أن أكثر من 1200 صربي قد أخلوا بلدة إمليجان على بعد حوالي 12 كم شمال غرب جبل فلاشيتش وأن المزيد يفرون. كانوا يعتقدون أيضا أن جيش جمهورية البوسنة والهرسك قد أقام برجا تلفزيونيا على قمة باليينيك التي يبلغ ارتفاعها 1933 مترا على جبل فلاشيتش لكن سوء الأحوال الجوية وقيود الأمم المتحدة على حركة المقاتلين منعتهم من تأكيد ذلك. تشير تقارير أخرى إلى أن مجلس الدفاع الكرواتي ساعد بنشاط في الهجوم تقريبا بالمدفعية. بعد اختفاء التقرير والطقس الذي لا يمكن اختراقه استمر القتال العنيف لعدة أيام حيث اقتحم الفيلق السابع التابع لألاغيتش الجبل وأمطر بعواصف ثلجية في أواخر أشهر الشتاء ودرجات حرارة أقل من -25 درجة مئوية.
ظلت نتيجة معركة جبل فلاشيتش غير مؤكدة حتى 4 أبريل عندما أعلن الجنرال ألاغيتش أن قواته كانت تقيم احتفالا بالنصر في قمتها. على الرغم من احتلال ألاغيتش لقمة باليينيك وحوالي 50 كيلومترا مربعا حولها إلا أن هناك تقارير تفيد بأن الصرب في الانسحاب دمروا منشآت القتال ومنشأة الاتصالات بدلا من تركها في أيدي البوسنيين. ومع ذلك بثت إذاعة وتلفزيون البوسنة والهرسك صورا للقوات البوسنية المبتهجة وهي تتساقط في ثلوج عميقة على قمة الجبل احتفالا بأحد انتصارات جيش جمهورية البوسنة والهرسك في الحرب. كان الاستيلاء على القمة دليلا مذهلا على تحسن الجيش وأعطى دفعة كبيرة لمعنويات حكومة جمهورية البوسنة والهرسك. على المدى الطويل سيتم اعتبار هذا أيضا الخطوة الأولى لجيش جمهورية البوسنة والهرسك-مجلس الدفاع الكرواتي على الطريق المؤدي إلى العودة الإقليمية بين دوني فاكوف ويايتسي.
كان استيلاء جيش جمهورية البوسنة والهرسك على جبل فلاشيتش المتنازع عليه منذ فترة طويلة إجراء مهما أيضا لتحسين قدرات جيش جمهورية البوسنة والهرسك مقابل جيش جمهورية صرب البوسنة. على الرغم من أن الانتصار في النهاية كان يتسلق لمسافات طويلة مع التضاريس السيئة للفوز بالمعركة من مسافة قريبة - التكتيك الأساسي لجيش جمهورية البوسنة والهرسك منذ بداية الحرب - اختلف تنفيذه عن الحملات السابقة من خلال التحسينات الواضحة في المعدات والتخطيط والتنظيم والتنفيذ. أفاد المراقبون العسكريون التابعون للأمم المتحدة والصحفيون الغربيون أن وحدات جيش جمهورية البوسنة والهرسك المجهزة بشكل أفضل تخرج الآن إلى الميدان مع جنودها يحملون أسلحة صغيرة وذخيرة مناسبة وسترات وخوذات وأجهزة راديو. لاحظ المراقبون أيضا تغييرات في تكتيكات جيش جمهورية البوسنة والهرسك نحو عمليات هجومية أكثر قدرة على الحركة مثل التحسينات في تنظيم اللواء وموظفي التخطيط الأكثر خبرة والقدرة الأكبر على تنسيق العمليات المتزامنة والتدريب الأفضل للجنود الأفراد. لاحظ مسؤولو الأمم المتحدة على سبيل المثال أن هجوم جيش جمهورية البوسنة والهرسك على فلاشيتش وستوليتشي بدأ بعمليات منفصلة في ساحة المعركة بدأت على بعد 100 كيلومتر وبدأت في غضون دقائق دليل واضح على أن جيش جمهورية البوسنة والهرسك قد أتقن الاستهداف أخيرا في عمليات متزامنة معقدة في مواقع منفصلة. لم يكن جيش جمهورية البوسنة والهرسك مساويا لجيش جمهورية صرب البوسنة من حيث التسلح والتخطيط التشغيلي والتنفيذ في ساحة المعركة لكن الفجوة في القدرات بين الجانبين ضاقت بشكل كبير مقارنة بالأيام الأولى في أوائل عام 1992.

## فيما بعد
بغض النظر عن المسار المتغير للعملية اعتبرتها قيادة الفيلق السابع والأركان العامة لجيش جمهورية البوسنة والهرسك بمثابة أكبر نجاح لجيش جمهورية البوسنة والهرسك وعلامة فارقة في نضال التحرير حيث ثبت أن جيش جمهورية البوسنة والهرسك يمكن أن يقود عمليات التحرير في أقسى الظروف. زادت المعنويات بقوة بين جميع أعضاء جيش جمهورية البوسنة والهرسك لذلك أرادت العديد من الوحدات المجيء لمساعدة فلاشيتش. احتفل سكان وسط البوسنة بالانتصار الكبير. جلبت عضوات جمعية النساء «سوميجا» للمقاتلين في المواقع بأنفسهم الطعام الساخن والملابس والأحذية والنظارات الشمسية ضد العمى الثلجي وما إلى ذلك. وقد أرسلت العديد من البلديات تبرعات كبيرة في الغذاء والنفط ولا سيما بلدية فيسوكو. أثار انتصار فلاشيتش جميع شرائح المجتمع البوسني وأعطى دافعا غير مسبوق للتحرك بشكل حاسم نحو التحضير لسلسلة من عمليات التحرير الجديدة.
استنادا إلى التوثيق المتاح لفيلق كرايينا الأول التابع لجيش جمهورية صرب البوسنة قُتل واختفى 65 من أفراد جيش جمهورية صرب البوسنة في الفترة من 20 إلى 23 مارس 1995 بينما انتشلت هيئة الأركان العامة لجيش جمهورية البوسنة والهرسك 60 جثة لأعضاء جيش جمهورية صرب البوسنة في فلاشيتش بعد التحليل الميداني. وتشير التقديرات إلى مقتل حوالي 200 من أعضاء جيش جمهورية صرب البوسنة خلال العملية. أصيب 180 شخصا بجروح خطيرة بينما أصيب حوالي 350 فردا من جيش جمهورية صرب البوسنة بجروح. كانت خسائر قوات جيش جمهورية البوسنة والهرسك كبيرة نسبيا أيضا. مع الأخذ في الاعتبار البيانات الخاصة بالمحاولة الأولى لإجراء العملية في 24 فبراير 1995 كان لدى قوات جيش جمهورية البوسنة والهرسك 70 قتيلا و 78 مصابا بجروح خطيرة و 312 جنديا مصابا بجروح طفيفة. كما اختفى 5 مقاتلين فيما تجمد 54 مقاتلا. في الأيام الخمسة الأولى من العملية بينما كان جيش جمهورية صرب البوسنة متفاجئا بالهجوم كانت خسائر جيش جمهورية البوسنة والهرسك أقل بكثير مقارنة بفترة نسبة النجاح 1: 5. 70٪ من القتلى من المقاتلين قتلوا برصاص طلقات نارية. 71٪ من القتلى من جيش جمهورية البوسنة والهرسك كانوا تحت سن 30 سنة.
على الرغم من أن عملية تحرير فلاشيتش كان من المتوقع أن تجلب الكثير من غنائم الحرب إلا أنها لم تفعل. علاوة على ذلك لا توجد معلومات تقريبا عن أسلحة المشاة والذخيرة وغيرها من المعدات التي تم جمعها. أثناء تحرير منطقة سانتيتش تم الاستيلاء على دبابة تي-34 وخمس سيارات والتي بسبب نقص الوقود لا يمكن سحبها. كان من المهم بشكل خاص لقيادة الفيلق السابع الاستيلاء على مدفع هاوتزر (105 ملم) ومدفع (130 ملم) ودبابة عبر ترافنيك من غاليكا ولكن كان من الواضح أن جيش جمهورية صرب البوسنة قد سحبهم إلى الداخل. ومع ذلك تم تدمير دبابة من طراز تي-55 في منطقة هارامباشيني فودي وكوكوتنيتشا. بالإضافة إلى ذلك تم الاستيلاء على 3 مدافع و 11 قذيفة هاون وقاذفة قنابل يدوية.
بعد الحرب تم دمج جبل فلاشيتش في كيان اتحاد البوسنة والهرسك.